# Rodman Cove
Die Rodman Cove (im Vereinigten Königreich Emma Cove, in Argentinien Caleta Emma und Caleta Rodman, in Chile Caleta Rodman) ist eine Bucht an der Westküste von Elephant Island im Archipel der Südlichen Shetlandinseln. Sie liegt südlich des Kap Lindsey.
Der US-amerikanische Geograph Lawrence Martin benannte sie vor 1943. Namensgeber ist der US-amerikanische Walfangunternehmer Benjamin Rodman aus New Bedford, dessen Flotte in den 1820er und 1830er Jahren von dieser Bucht aus operiert hatte. Wissenschaftler der British Joint Services Expedition (1970–1971) benannten sie dagegen nach dem Schoner Emma, mit dem der britische Polarforscher Ernest Shackleton Mitte Juli 1916 im Zuge der Endurance-Expedition (1914–1917) von Punta Arenas aus einen erfolglosen Versuch unternommen hatte, die auf Elephant Island gestrandeten Expeditionsteilnehmer zu retten.